# September (1987)
September is een Amerikaanse film uit 1987 van regisseur Woody Allen. Het is een drama over een vrouw die na een zelfmoordpoging terugkeert naar het huis van haar jeugd.

## Verhaal
Lane, een jonge vrouw die net een zelfmoordpoging heeft gedaan, probeert met zichzelf in het reine te komen in een buitenhuis in Vermont. Ze krijgt gezelschap van Stephanie, haar beste vriendin, die zelf ook door een onrustige periode gaat. Verder is er Peter, die een huisje op het terrein huurt. Hij is tekstschrijver voor een reclamebureau maar heeft aspiraties om een roman te schrijven. Lanes gevoelens voor Peter groeien in de loop van de film. Ze is ze echter zelf niet bewust van de aandacht die ze krijgt van haar buurman, de oudere Howard, die verliefd is op haar.
Het viertal wordt al snel versterkt door de komst van Lanes moeder, Diane, en haar stiefvader, Lloyd, een natuurkundige. Tussen moeder en dochter gaat het niet goed, wat alles te maken heeft met een oud incident dat diepe wonden heeft achtergelaten. Lane zoekt liefde en steun bij Peter, maar die wordt verleid door Stephanie. Howard zoekt de liefde van Lane, maar wordt afgewezen en de moeder van Lane krijgt ook niet de aandacht van haar dochter. Uiteindelijk betrapt Lane, Stephanie en Peter in een kast en stort in. Het weekend eindigt in mineur.

## Rolverdeling
| Acteur                | Personage |
| --------------------- | --------- |
| Mia Farrow            | Lane      |
| Dianne Wiest          | Stephanie |
| Sam Waterston - Peter |           |
| Denholm Elliott       | Howard    |
| Elaine Stritch        | Diane     |
| Jack Warden           | Lloyd     |

## Achtergrond
Woody Allen heeft moeite gehad om September te voltooien. Na de eerste draaiperiode bekeek hij het materiaal en was niet tevreden. Hij gooide alles om, herschreef het scenario en huurde nieuwe acteurs in. Zo moesten bijvoorbeeld acteurs Sam Shepard en Charles Durning het veld ruimen, terwijl ook Maureen O’Sullivan niet meer werd ingehuurd. De kosten verdubbelden en Allen kwam in tijdnood omdat hij voortdurend deadlines overschreed. Uiteindelijk voltooide hij “September”, maar was nog altijd niet tevreden.
September heeft veel weg van Interiors, een eerdere film van Allen. Het verhaal speelt zich af op één locatie en dat geeft een bijna claustrofobische sfeer. Het is alsof niemand kan ontsnappen aan elkaar. Voortdurend worden de zes karakters met elkaar geconfronteerd en oude wonden opengereten. Aan het einde is er geen verlossing, slechts een bevestiging dat mensen nooit veranderen.